# Gerichtsbezirk Klosterneuburg
Der Gerichtsbezirk Klosterneuburg ist einer von 24 Gerichtsbezirken in Niederösterreich. Der übergeordnete Gerichtshof ist das Landesgericht Korneuburg.

## Gemeinden

### Städte
- Gerasdorf bei Wien (11.931)
- Klosterneuburg (28.115)

## Geschichte
Nach dem Anschluss Österreichs 1939 wurde das Gericht in Amtsgericht Klosterneuburg umbenannt und war nun dem Landgericht Wien nachgeordnet. 1945 erhielt es wieder den Namen Bezirksgericht.